# Low Buston
Low Buston är en ort i civil parish Warkworth, i grevskapet Northumberland i England. Orten är belägen 7 km från Alnwick. Low Buston var en civil parish 1866–1955 när det uppgick i Warkworth. Civil parish hade 61 invånare år 1951.